# Nad Trzaską

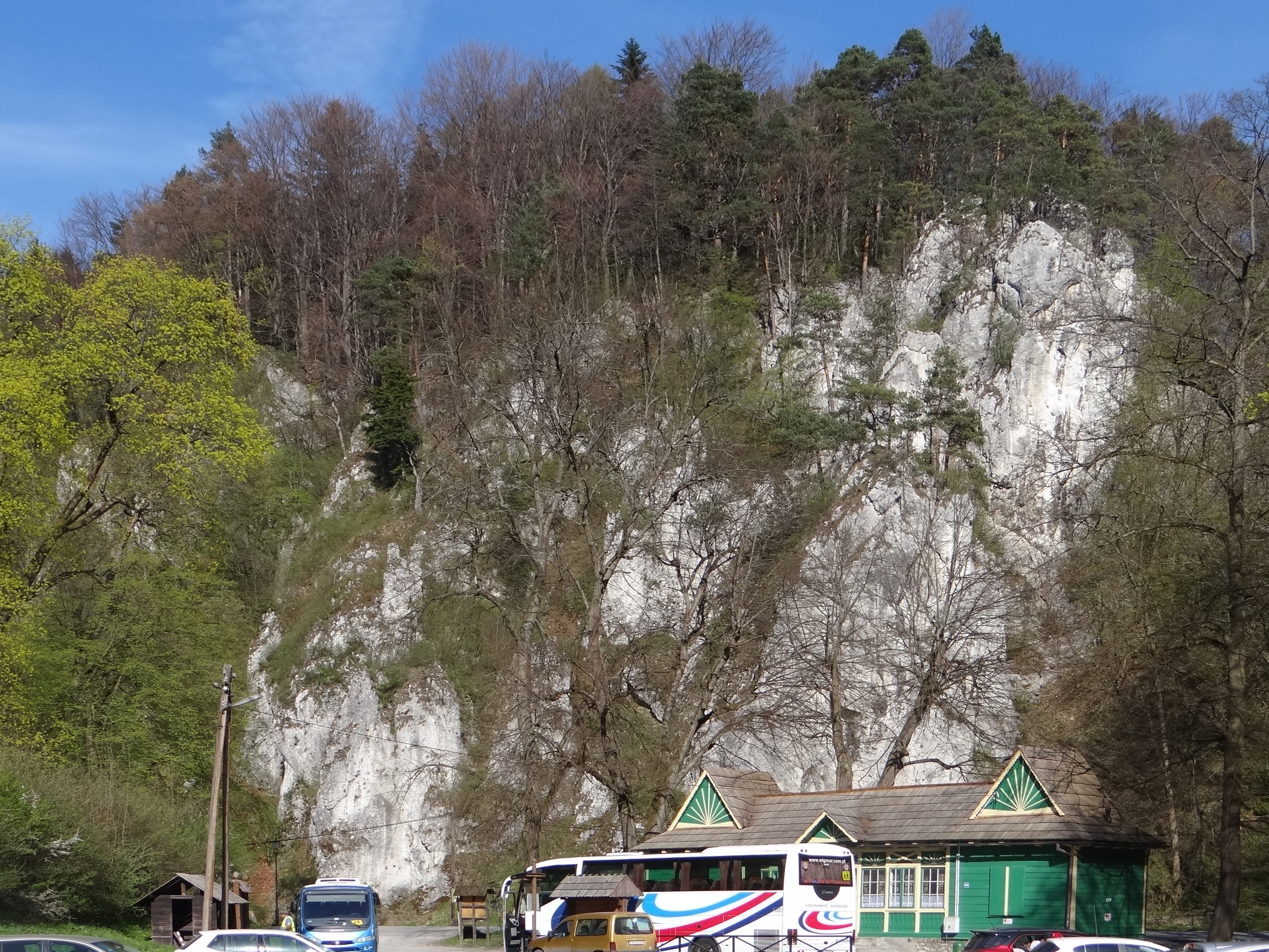
Parking w Ojcowie i wznoszący się nad nim masyw Nad Trzaską

Nad Trzaską – duży masyw skalny w Ojcowskim Parku Narodowym. Znajduje się w lewych zboczach Doliny Prądnika, nad parkingiem pod Zamkiem w Ojcowie. Od południowej strony opada do wąwozu Drewniana Droga, od północnej sąsiaduje z Zamkowymi Skałami. Niemal pionowe ściany Nad Trzaską opadają wprost do Prądnika, tutaj mającego charakter potoku.
Zbudowany jest z twardych wapieni skalistych. Porasta go bogata flora roślinności naskalnej i pojedyncze okazy sosny zwyczajnej.